# Lava Fork
Lava Fork est un ruisseau qui traverse la Colombie-Britannique, au Canada, et l'Alaska Panhandle aux États-Unis. Le ruisseau prend sa source dans les lacs Lava dans le parc provincial Lava Forks. Une fois traversé la frontièreil rejoint la Blue dans le monument national Misty Fiords.